# Luis Antonio Pignatelli de Aragón y Gonzaga

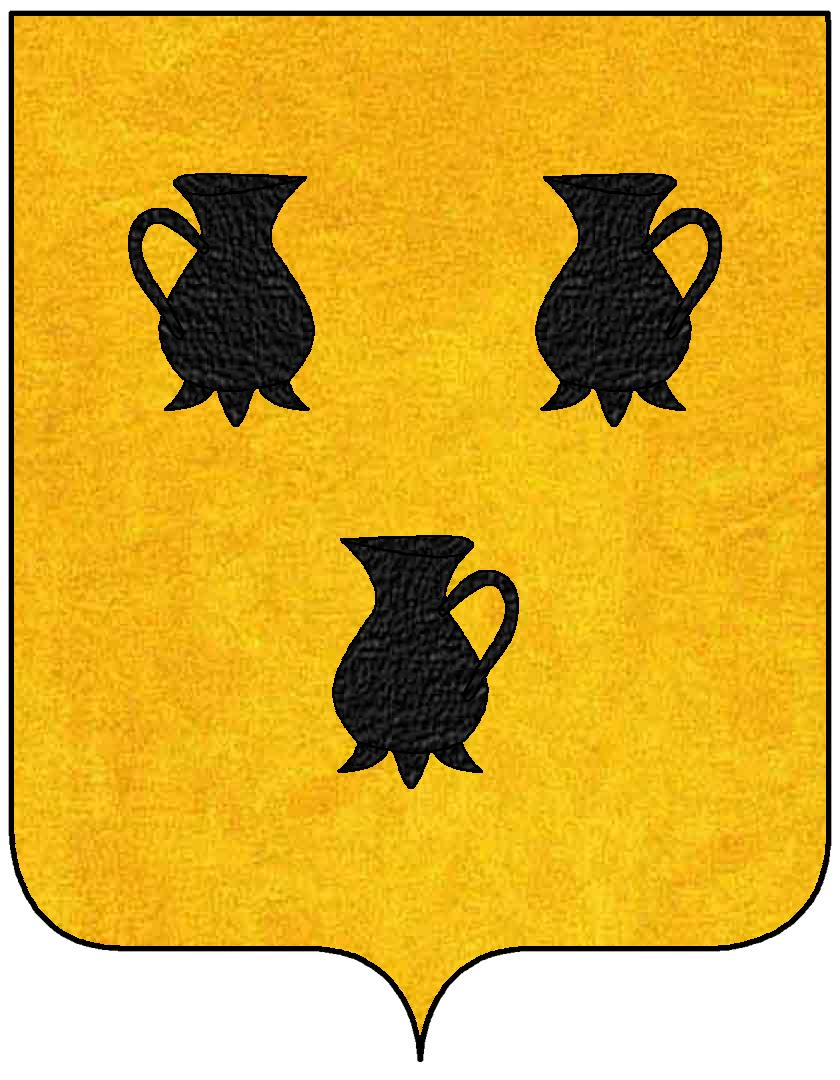
Stemma Pignatelli

Stemma dei Duchi di Solferino

Luis Antonio Pignatelli de Aragón y Gonzaga (1749 – 1801) è stato un nobile e militare spagnolo, IV duca di Solferino.

## Biografia
Era il figlio di Joachim Atanasio Pignatelli Aragona Cortez, conte de Fuentes e ambasciatore spagnolo a Torino, Londra e Parigi, e di Maria Luisa Gonzaga e Caracciolo, duchessa di Solferino.
Nel 1754, con la nomina di suo padre come ambasciatore spagnolo a Torino, tutta la famiglia si trasferì nella città italiana. Luis Antonio divenne colonnello del Reggimento Dragoni di Schomberg nel 1772.

## Discendenza
Luis Antonio sposò nel 1768 Alfonsina Luisa Pignatelli d'Egmont y San Severino (1751-1786), figlia di Casimiro Pignatelli d'Egmont (1727-1801) e di Blanca Sanseverino d'Aragona (1736-1753), dalla quale ebbe un figlio, Armando Luis Pignatelli de Aragón y Pignatelli (1779-1809), V Duca di Solferino.

## Ascendenza
|                                                         |                       |                                                                   | Genitori                                                           |  |  | Nonni |  |  | Bisnonni                                    |  |  | Trisnonni                              |  |
|                                                         |                       |                                                                   |                                                                    |  |  |       |  |  | Niccolò Pignatelli, VIII duca di Monteleone |  |  | Giulio Pignatelli, II principe di Noia |  |
|                                                         |                       |                                                                   |                                                                    |  |  |       |  |  | Niccolò Pignatelli, VIII duca di Monteleone |  |  | Giulio Pignatelli, II principe di Noia |  |
|                                                         |                       | Beatrice Carafa                                                   |                                                                    |  |  |       |  |  | Niccolò Pignatelli, VIII duca di Monteleone |  |  |                                        |  |
| Antonio Pignatelli de Aragón                            |                       |                                                                   |                                                                    |  |  |       |  |  | Niccolò Pignatelli, VIII duca di Monteleone |  |  |                                        |  |
|                                                         |                       | Giovanna Pignatelli Pimentel Benavides, IX duchessa di Monteleone | Andrea Fabrizio Pignatelli, VI duca di Monteleone                  |  |  |       |  |  |                                             |  |  |                                        |  |
|                                                         |                       | Giovanna Pignatelli Pimentel Benavides, IX duchessa di Monteleone | Andrea Fabrizio Pignatelli, VI duca di Monteleone                  |  |  |       |  |  |                                             |  |  |                                        |  |
|                                                         |                       | Giovanna Pignatelli Pimentel Benavides, IX duchessa di Monteleone | Teresa Antonia Pimentel y Benavides                                |  |  |       |  |  |                                             |  |  |                                        |  |
| Joaquín Atanasio Pignatelli de Aragón y Moncayo         |                       | Giovanna Pignatelli Pimentel Benavides, IX duchessa di Monteleone |                                                                    |  |  |       |  |  |                                             |  |  |                                        |  |
|                                                         |                       | Bartolomé Isidro de Moncayo y Palafox, III marchese di Coscojuela | Diego de Moncayo y Fernández de Heredia, II marchese di Coscojuela |  |  |       |  |  |                                             |  |  |                                        |  |
|                                                         |                       | Bartolomé Isidro de Moncayo y Palafox, III marchese di Coscojuela | Diego de Moncayo y Fernández de Heredia, II marchese di Coscojuela |  |  |       |  |  |                                             |  |  |                                        |  |
|                                                         |                       | Bartolomé Isidro de Moncayo y Palafox, III marchese di Coscojuela | Violante Palafox y Folch de Cardona                                |  |  |       |  |  |                                             |  |  |                                        |  |
| Francisca Moncayo de Heredia, IV marchesa di Coscojuela |                       | Bartolomé Isidro de Moncayo y Palafox, III marchese di Coscojuela |                                                                    |  |  |       |  |  |                                             |  |  |                                        |  |
|                                                         |                       | Francesca de Blanes i Calatayud                                   | Francisco de Blanes, IX conte di Centellas                         |  |  |       |  |  |                                             |  |  |                                        |  |
|                                                         |                       | Francesca de Blanes i Calatayud                                   | Francisco de Blanes, IX conte di Centellas                         |  |  |       |  |  |                                             |  |  |                                        |  |
|                                                         |                       | Francesca de Blanes i Calatayud                                   | Anna Maria Pérez de Calatayud y Palafox                            |  |  |       |  |  |                                             |  |  |                                        |  |
| Luis Antonio Pignatelli Aragona y Gonzaga               |                       | Francesca de Blanes i Calatayud                                   |                                                                    |  |  |       |  |  |                                             |  |  |                                        |  |
|                                                         | Ferdinando II Gonzaga | Carlo Gonzaga                                                     |                                                                    |  |  |       |  |  |                                             |  |  |                                        |  |
|                                                         | Ferdinando II Gonzaga | Carlo Gonzaga                                                     |                                                                    |  |  |       |  |  |                                             |  |  |                                        |  |
|                                                         | Ferdinando II Gonzaga | Isabella Martinengo                                               |                                                                    |  |  |       |  |  |                                             |  |  |                                        |  |
| Francesco Gonzaga                                       | Ferdinando II Gonzaga |                                                                   |                                                                    |  |  |       |  |  |                                             |  |  |                                        |  |
|                                                         |                       | Laura Pico della Mirandola                                        | Alessandro II Pico della Mirandola                                 |  |  |       |  |  |                                             |  |  |                                        |  |
|                                                         |                       | Laura Pico della Mirandola                                        | Alessandro II Pico della Mirandola                                 |  |  |       |  |  |                                             |  |  |                                        |  |
|                                                         |                       | Laura Pico della Mirandola                                        | Anna Beatrice d'Este                                               |  |  |       |  |  |                                             |  |  |                                        |  |
| Maria Luisa Gonzaga                                     |                       | Laura Pico della Mirandola                                        |                                                                    |  |  |       |  |  |                                             |  |  |                                        |  |
|                                                         |                       | Carmine Nicolao Caracciolo                                        | Marino V Caracciolo, IV principe di Santobuono                     |  |  |       |  |  |                                             |  |  |                                        |  |
|                                                         |                       | Carmine Nicolao Caracciolo                                        | Marino V Caracciolo, IV principe di Santobuono                     |  |  |       |  |  |                                             |  |  |                                        |  |
|                                                         |                       | Carmine Nicolao Caracciolo                                        | Giovanna Caracciolo di Torella                                     |  |  |       |  |  |                                             |  |  |                                        |  |
| Giulia Chiteria Caracciolo                              |                       | Carmine Nicolao Caracciolo                                        |                                                                    |  |  |       |  |  |                                             |  |  |                                        |  |
|                                                         |                       | Giovanna Costanza Ruffo                                           | Francesco Ruffo, II principe della Motta San Giovanni              |  |  |       |  |  |                                             |  |  |                                        |  |
|                                                         |                       | Giovanna Costanza Ruffo                                           | Francesco Ruffo, II principe della Motta San Giovanni              |  |  |       |  |  |                                             |  |  |                                        |  |
|                                                         |                       | Giovanna Costanza Ruffo                                           | Giovanna Lanza                                                     |  |  |       |  |  |                                             |  |  |                                        |  |
|                                                         |                       | Giovanna Costanza Ruffo                                           |                                                                    |  |  |       |  |  |                                             |  |  |                                        |  |